# András Endre
András Endre (Pécs, 1918. – Budapest, 1998. május 25.) magyar író, költő, újságíró, hírlapíró.

## Életpályája
Borbélysegédként dolgozott, Csorba Győző visszaemlékezései szerint nyaranta Komlón vállalt alkalmi munkákat. Egyetlen verseskötetét 1946-ban jelentette meg Üveghang címen (a kötetről Rajnai László írt kritikát az Újhold 1948. januári számában). Ezután pécsi irodalmi folyóiratok közölték alkotásait, tárcáit. Néhány nagyobb lélegzetű írása az Élet és Irodalom hasábjain jelent meg. 